# Håndklædedag
Håndklædedag, eller Towel Day på engelsk, fejres hvert år den 25. maj for at hylde den afdøde forfatter Douglas Adams, hvilket vises, ved at hver fan går rundt med et håndklæde. Dagen blev først afholdt i 2001, to uger efter Douglas Adams døde d. 11. maj. Håndklædet stammer fra Adams populære science fiction komedie Hitchhiker's Guide to the Galaxy, hvor det hævdes, at håndklædet altid er en praktisk genstand for en blaffer at have på sig.